# Burundi en los Juegos Olímpicos de Tokio 2020
Burundi estuvo representado en los Juegos Olímpicos de Tokio 2020 por un total de seis deportistas, tres hombres y tres mujeres, que compitieron en tres deportes.
Los portadores de la bandera en la ceremonia de apertura fueron el nadador Belly-Cresus Ganira y la boxeadora Ornella Havyarimana. El equipo olímpico burundés no obtuvo ninguna medalla en estos Juegos.